# ピアノ三重奏曲第4番 (ドヴォルザーク)
ピアノ三重奏曲 第4番 ホ短調『ドゥムキー』は、アントニーン・ドヴォルジャークが1891年2月に完成させた室内楽曲である。副題の「ドゥムキー」とは、ウクライナ起源の憂鬱な叙事的な歌謡バラッド、「ドゥムカ」の複数形である。

## 楽曲構成
次の6つの楽章から成る。
1. Lento maestoso - Allegro quasi doppio movimento - Lento - Allegro （ホ短調）
2. Poco adagio - Vivace non troppo - Poco adagio - Vivace （嬰ハ短調）
3. Andante - Vivace non troppo - Andante （イ長調～イ短調～イ長調）
4. Andante moderato (Quasi tempo di Marcia) - Allegretto scherzando - Meno mosso - Allegretto scherzando - Meno mosso - Allegro - Meno mosso - Moderato （ニ短調）
5. Allegro - Meno mosso - In tempo -Meno mosso - Piu mosso （変ホ長調）
6. Lento maestoso - Vivace - Lento - Vivace （ハ短調～ハ長調）

各楽章は自由な形式で構成されており、ソナタ形式の楽章がまったく含まれないこと、楽章間の調性の関連付けが自由で首尾一貫性がないことから、キャラクターピースを寄せ集めた組曲といった側面を持つ。いずれの楽章においても突然の転調や、テンポや気分の急激な変化が顕著である。いかにもドヴォルザークらしい、スラヴ的な愁いを含んだ美しい旋律が全篇に流れているが、ジプシー音楽やチェコの民族舞曲に影響された激しいリズムの曲調も織り込まれている。演奏時間は約33分。

## 関連事項
- ピアノ三重奏曲_(チャイコフスキー)
- 悲しみの三重奏曲